# Rosenkrans (Sydslesvig)
Rosenkrans (på dansk også Rosenkrands, på tysk Rosenkranz) er en landsby beliggende ved den dansk-tyske grænse. Landsbyen hører under Aventoft Kommune i Nordfrislands kreds i Sydslesvig, en del af husene kom dog ved grænsedragningen i 1920 til Rudbøl (Højer Sogn) i Tønder Kommune. Grænsen markeres ved nogle nedfældede stenplade i vejbanen midt i landsbyen, hvor rillen på stenene angiver grænsedragningen. Nord for landsbyen ligger Rudbøl, mod øst Rudbøl Sø, mod vest Rødenæs. 
I den danske periode før 1864 lå Rosenkrans i Aventoft Sogn (Viding Herred) i de nordfrisiske Utlande (senere under Tønder Amt) i Slesvig. Tidligere fandtes der en dansk skole i byen (Rosenkrans danske Skole). I byen tales både tysk og dansk, omgangsproget var op til 1900-tallet sønderjysk. 
Stednavnet er første gang dokumenteret 1731 som Rosen Crantz. Der er tale om et poetisk navn.